# Шакеев, Александр Венедиктович
Александр Венедиктович Шакеев (1812—1870) — российский педагог-историк. Действительный статский советник. 

## Биография
Родился в Санкт-Петербурге 13 августа или 31 августа 1812 года.
В 1823 году был определён на казённый счёт в 3-ю Санкт-Петербургскую гимназию, по окончании которой поступил на историко-филологический факультет Санкт-Петербургского университета. В 1835 году окончил университетский курс со степенью кандидата и был определён на должность адъюнкт-профессора университетской кафедры всеобщей истории — до возвращения из-за границы готовившегося там для этой кафедры М. И. Касторского (в 1839 году). На вступительной лекции он был подвергнут студентами обструкции (впервые в России). Выражение недовольства студентов («Дело Шакеева») было вызвано скорее всеобщей любовью и уважением к М. С. Куторге, нежели неприязнью к Шакееву. Узнав, что ректор университета И. П. Шульгин хочет заменить Куторгу своим протеже Шакеевым, они пришли на лекцию с целью освистать его. Дальше в ход пошло пассивное сопротивление. 
Затем преподавал историю сначала во 2-й Санкт-Петербургской гимназии, затем в Инженерном училище, Пажеском корпусе и в Школе гвардейских подпрапорщиков и кавалерийских юнкеров (1841—1867), при которой он в течение 1864—1870 годов управлял приготовительным пансионом на сто человек, первоначально устроенным им на собственные средства, а впоследствии преобразованным в Николаевский кадетский корпус.
С 27 марта 1866 года состоял в чине действительного статского советника; был награждён орденами Св. Анны 2-й степени с императорской короной (1854), Св. Владимира 3-й степени (1863), Св. Станислава 1-й степени (1868).
Составил курс «Новая история» для Пажеского корпуса (СПб., 1849); написал «Записки русской истории» (СПб., 1851. — [198] с.;) и вместе с И. П. Шульгиным составил «Руководство всеобщей и русской истории…: [в 2-х т.]» (СПб.: В тип. Штаба военно-учебных заведений, 1852—1853), выдержавшее несколько изданий.
Скончался 13 (25) сентября 1870 года. Похоронен на кладбище Новодевичья монастыря, вместе с женой Анной Фёдоровной и дочерью Елизаветой.

## Семья
Жена, Анна Фёдоровна (03.01.1819—20.07.1898), была дочерью саксонского подданного Эвальда. Их брак был заключён 4 февраля 1838 года в Исаакиевском кафедральном соборе в Санкт-Петербурге. Их дети: 
- Елизавета (30.12.1844—25.12.1890);

- Евгений (29.04.1839—06.11.1899), судебный деятель и деятель земского движения, мировой судья;
- Мария (ок. 1843 — 31.07.1900), общественная деятельница, переводчица, участница Кружка Марии Трубниковой, Общества дешёвых квартир и Женской издательской артели, вышедшая замуж за Рудольфа Менжинского;
- Ольга, переводчица, член Женской издательской артели;
- Николай (10.10.1847—?);
- Анна (11.04.1852)[7].